# سیارک ۴۲۹۷
سیارک ۴۲۹۷ (به انگلیسی: 4297 Eichhorn، نامگذاری:1938HE) چهار هزار و دویست و نود و هفتمین سیارک کشف شده‌است که در ۱۹ آوریل ۱۹۳۸ کشف شد.
قدر مطلق سیارک برابر ۱۲٫۷۰ است.